# Андрей Кожухаров
Андрей Николов Кожухаров е български революционер, скопски и лерински деец на Вътрешната македоно-одринска революционна организация.

## Биография
Роден е през 1879 година в Скопие, тогава в Османската империя. В 1898 година завършва с първия випуск българското педагогическо училище в родния си град. Влиза във ВМОРО. Става учител в Лерин от 1901 до 1902 година и същевременно е ръководител на околийския революционен комитет. След февруари 1902 година властите го задържат по разкритията на Йосифовата афера. Осъден е на смърт. и лежи в Лерин и Скопие. Излиза от затвора през февруари 1903 година и през лятото е войвода на чета в Скопско. След Илинденско-Преображенското въстание заминава за Берн, Швейцария, където следва история.
След Първата световна война Кожухаров е виден деец на македонската емиграция в България. Представител е на Скопското братство на Учредителния събор на Съюза на македонските емигрантски организации, проведен в София от 22 до 25 ноември 1918 година. В 1934 година е избран в Националния комитет на македонските братства.
През септември 1934 година като представител на Скопското македонско братство подписва протестен протокол срещу Деветнадесетомайския преврат. 
Към 1941 година е подпредседател на Скопското благотворително братство в София.
По време на освобождението на Вардарска Македония през Втората световна война е кмет на Ибрахимово от 18 август 1941 година до 12 април 1944 година.
Умира в София.
Погребан е в Централните софийски гробища.